# Bill Dixon
William Robert Dixon, connu sous le nom de Bill Dixon né le 5 octobre 1925 à Nantucket dans l'État du Massachusetts, mort le 16 juin 2010 à North Bennington (en) dans l'état du Vermont, est un trompettiste, pianiste et compositeur de jazz et de musique contemporaine, un professeur d'université américain ainsi qu'une figure majeure du free jazz avec Cecil Taylor et Archie Shepp.

## Biographie

### Jeunesse et formation
Bill Dixon est né à Nantucket, dans le Massachusetts, le 5 octobre 1925,. En 1933, sa famille emménage à Harlem (New York), dans son adolescence il se destinait à devenir un peintre, d'ailleurs, il a continué à peindre tout au long de sa vie et restera une source d'inspiration. Vivant à proximité de l'Arthur Schomburg une annexe de la  New York Public Library (Bibliothèque publique de New York) il s'y rend régulièrement pour emprunter des livres, il y découvre des peintures réalisées par des peintres afro-américains comme Aaron Douglas. Sa famille l'a encouragé dans sa soif de culture et lui a transmis les valeurs lui permettant de développer détermination et force de caractère.
Bill Dixon se passionne pour la musique et plus particulièrement la trompette en écoutant les premiers groupes de Bebop émergeant au début des années 1940 à NewYork.
En 1944, il s'engage dans l'armée, il est successivement cantonné à Morganfield dans le Kentucky, à Cheyenne, dans le Wyoming et enfin en Allemagne au cours des derniers mois de la seconde guerre mondiale,.
Une fois démobilisé, en 1946, grâce au G.I. Bill, il peut suivre des cours au Hartnett Conservatory of Music de Manhattan,.

### Carrière
À partir de 1948, Bill Dixon travaille de nuit comme trompettiste et arrangeur musical à New York, tout en occupant, le jour, un poste administratif à l'Organisation des Nations Unies,.
En 1958, il travaille avec Cecil Taylor.
En 1959, il fonde l'United Nations Jazz Society
Il joue avec Archie Shepp au début des années 1960. et en 1964 s'investit dans la promotion du jazz en créant la United Nations Jazz society et plus particulièrement le free jazz en organisant la Jazz Composer's Guild.
Dans les années 1960, il s'associe avec la danseuse Judith Dunn,, Tous les deux ils fondent la Judith Dunn/Bill Dixon Company, un groupe de danse et de musique expérimentales ; en 1966, au Festival de Newport, il présente la suite Pomegranate avec la participation de Judith Dunn.
En 1966, il enregistre avec Cecil Taylor l'album Conquistador! (en), que le magazine The New Yorker a mis dans sa liste des 100 albums essentiels du Jazz en 87e position.
En 1968, il commence une carrière d'universitaire au sein du Bennington College dans le Vermont, où en 1973, il fonde la Black Music Division,,. Il prend sa retraite d'universitaire en 1995.
Il participe en 1976 au Festival d'automne à Paris en compagnie d'Alan Silva et Stephen Horenstein.
On le retrouve dans les années 1980 en Autriche et en Italie.

## Discographie (sélection)
- 1962 : Archie Shepp/Bill Dixon Quartet, label : Free Factory Records,
- 1966 : Conquistador! (en), avec Cecil Taylor, Jimmy Lyons, Henry Grimes, Alan Silva, Andrew Cyrille, label : Blue Note Records[18],
- 1967 : Intents and Purposes (en) label : RCA Records[19],[20],
- 1977 : Franz Koglmann / Bill Dixon - Opium For Franz, label : Black Monk Records
- 1982 : Bill Dixon 1982, label : Edizioni Ferrari,
- 1987 : Thoughts, label : Black Saint/Soul Note (en),
- 1999 : Bill Dixon with Tony Oxley - Papyrus - Volume I & II, label : Soul Note,
- 2009 : Tapestries for Small Orchestra, label : FireHouse Records,